# El niño invisible (cuento de Ray Bradbury)
El niño invisible (título original en inglés: Invisible Boy) es un relato corto del escritor estadounidense Ray Bradbury. Fue publicado originalmente en la revista 
Mademoiselle en noviembre de 1945. Después apareció en Argosy en abril de 1952	 y en el libro recopilatorio Las doradas manzanas del sol (1953). Posteriormente ha sido publicado en diversas antologías.

## Argumento
Charlie, un niño que se ha quedado solo tras marcharse sus padres, va a visitar a una vieja solitaria que vive en el bosque, pariente suyo. La vieja, complacida con su compañía, intenta hacerle un hechizo para que se quede con ella para siempre. Pero él no accede. Tan solo mostrará interés cuando le ofrezca hacerlo invisible.